# Dunnellon
Dunnellon è una città degli Stati Uniti d'America situata in Florida, nella contea di Marion.